# Проспект Ленина (Ярославль)
Проспе́кт Ле́нина (бывшая часть улицы Городской Вал, проспект Шмидта) — проспект в центральной части города Ярославля. Начинается от Волжской набережной и проходит до улицы Свободы. Нумерация домов ведётся от Волжской набережной.
Посредине проспекта разбит бульвар на месте проходившего здесь в 1780—1900 годах городского вала. На участке между Республиканской и Советской улицами бульвар более широкий и украшен двумя фонтанами.

## История
Улица была проложена в соответствии с регулярным планом 1778 года и проходила от Волжской до Которосльной набережной вдоль городского вала, построенного для ограждения городских земель от сельских. В середине XIX века называлась улица подле вала, затем название изменилось на улица Городской Вал. Около 1900 года вал был срыт, так как, расширяясь, город стал выходить за его пределы.
В 1934 году часть улицы Городской Вал от Волжской набережной до Угличской улицы была переименована в проспект Шмидта в честь Отто Шмидта — полярного исследователя, руководителя экспедиции на пароходе «Челюскин». Остальная часть улицы сохранила название улица Городской Вал. В феврале 1957 года улицу снова переименовали — в проспект Ленина в честь В. И. Ульянова-Ленина — главного организатора Октябрьской революции.

## Пересекает улицы
- Республиканская
- Советская
- Воинова (Т-образный перекресток)
- проспект Октября
- Юбилейная площадь (к ней примыкают также проспект Толбухина, улица Некрасова и улица Щапова)
- Свердлова
- Богдановича (Т-образный перекресток)
- Угличская
- Городской вал (примыкание; место пересечения проспекта Ленина, ул. Городской Вал и ул. Угличской образует площадь Мира)
- Свободы (заканчивается)

## Здания и сооружения
| Нечётная сторона - 1а — «Ярославльводоканал» - 3 — жилой дом - 5 — жилой дом — расположен в глубине квартала - 7 — жилой дом, 7к2 — жилой дом - 9 — жилой дом (на пр. Ленина выходит торцом, расположен вдоль ул. Фурманова) - 11/74 — жилой дом П-образной формы, одной стороной выходит на ул. Советскую. На первом этаже гастроном. Во дворе находятся дома 11а — Городской центр детского и юношеского технического творчества, 11б — д/с № 3, 11в — д/с № 43. - 13 — жилой дом (на пр. Ленина выходит торцом, расположен вдоль ул. Советской (д. 67) - 15 — жилой дом - 17 — жилой дом, детская библиотека № 12; 17к2 — жилой дом; 17а — д/с № 1 - 19 — жилой дом (на пр. Ленина выходит торцом); 19а - 21 — жилой дом (на пр. Ленина выходит торцом); в глубине квартала расположены также 21а и 21б - 23 — жилой дом; в глубине квартала расположен дом 21а - 25 — жилой дом сложной формы; на первом этаже — отделение Сбербанка - 27 — Дворец Молодежи (бывший клуб «Гигант») - (площадь Карла Маркса) - 29/51 — жилой дом Г-образной формы, часть выходит на пр. Октября (д. 51) - 31 — жилой дом - 33 — жилой дом, на первом этаже медицинское учреждение - 35/88 — жилой дом, угловой, одной стороной выходит на ул. Некрасова - (Юбилейная площадь) - 37/73 — жилой дом П-образной формы, средняя часть выходит на пр. Ленина (Юбилейную площадь), одно крыло — на ул. Некрасова (д. 73), другое — на пр. Толбухина. - (парк между Юбилейную площадью и ул. Свердлова) - 51/53 — жилой дом, угловой, одной стороной выходит на ул. Свердлова (д. 53) - 53 — жилой дом - 55 — жилой дом - 57 — жилой дом, угловой, одной стороной выходит на ул. Богдановича - 59 — жилой дом - 61 — жилой дом - 61а — на углу пр. Ленина и ул. Угличской - (треугольный парк между пр. Ленина, ул. Городской Вал и ул. Свободы) | Чётная сторона - 2а — ЦНТИ (Центр научно-технической информации) - 2 — гостиница «Турист» - 4 — жилой дом - 6 — жилой дом - 8 — жилой дом - 10 — ресторан - 12/76 — жилой дом, угловой, одной стороной выходит на ул. Советскую - (углом выходит дом: ул. Советская, 69) - 14 — жилой дом; в глубине квартала находится 14а - 16 — жилой дом - (углом выходит дом: ул. Воинова, 2) - (детский парк) - 18/50 — жилой дом П-образной формы, средняя часть выходит на пр. Октября - 20/53 — жилой дом, угловой, одной стороной выходит на пр. Октября - 22 — жилой дом, на первом этаже отделение милиции - 24/78 — жилой дом, угловой, одной стороной выходит на пр. Толбухина - 24а — Дворец культуры моторостроителей - 26 — жилой дом, угловой, одной стороной выходит на ул. Щапова - 28 — областной арбитражный суд - 30 — жилой дом, угловой, одной стороной выходит на ул. Свердлова - 32 — жилой дом, угловой, одной стороной выходит на ул. Свердлова - 34 — жилой дом, находится в глубине квартала - 36 — жилой дом, в глубине квартала находятся также 36а и 36б - 38 — - 38а — жилой дом - 44 — бывший НИИШинМаШ (Научно-исследовательский институт шинного машиностроения), ныне ликвидированный, здание продано - 46 — жилой дом, на первом этаже магазин «Спорттовары» - (на углу пр. Ленина и ул. Угличской находится П-образный жилой дом: ул. Угличская, 22 — раньше там на первом этаже были железнодорожные кассы) - 48 — жилой дом - 50 — жилой дом, в глубине квартала находятся также 50а и 50б - 52 — жилой дом, в глубине квартала находятся также 52а и 52б - 54 — жилой дом, в глубине квартала находится 54а |